# Sultan Qaboos Environment Prize

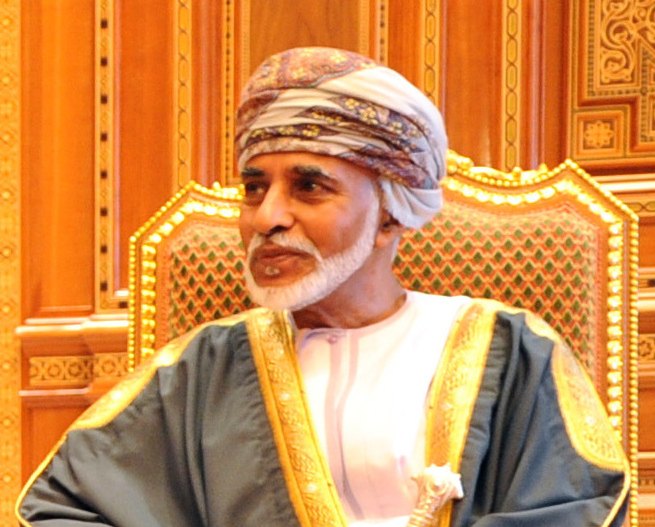
Preisstifter Qabus ibn Said (2013)

Der Sultan Qaboos Prize for Environmental Preservation ist eine alle zwei Jahre verliehene Auszeichnung, die von der UNESCO vergeben und vom Sultan des Omans, Qabus ibn Said, gestiftet wurde. Mit dem Preis soll denen die Anerkennung gewährleistet werden, die sich im Bereich des Managements oder der Erhaltung der Umwelt durch ihre herausragenden Beiträge hervorgetan haben. Preisträger können Einzelpersonen, Gruppen, Institute oder Organisationen sein.
Die Auszeichnung besteht aus einem Diplom und einem Zuschuss von bislang 70 000 US-Dollar (seit 2019 100 000 $). Die Verleihung erfolgt im Rahmen des World Science Forum.

## Preisträger
- 1991: Instituto de Ecología, A.C. (Mexiko).
- 1993: Jan Jenik (Tschechien).
- 1995: Malawisee-Nationalpark (Malawi).
- 1997: Department of Environmental Sciences der Alexandria University (Ägypten) und Forest Department (Sri Lanka).
- 1999: Charles Darwin Foundation (Ecuador)
- 2001: Chad Association of Volunteers for the Protection of the Environment (Tschad).
- 2003: Center for Ecology (Venezuela) und Peter Johan Schei (Norwegen).
- 2005: Great Barrier Reef Marine Park Authority (Australien) und Ernesto Enkerlin (Mexico).
- 2007: Institute of Biodiversity Conservation (Äthiopien) und Julius Oszlányi (Slowakei).
- 2009: Autonomous Authority for National Parks (OAPN) (Spanien).
- 2011: Institute for Forest Research of Nigeria (Nigeria)
- 2013: State Forests National Forest Holding of Poland (Polen) und The Endangered Wildlife Trust (Südafrika)
- 2015: Fabio A. Kalesnik, Horacio Sirolli und Luciano Iribarren von der Wetlands Ecology Research Group der Universität von Buenos Aires (Argentinien)[2]
- 2017: The National Parks Board of Singapore (Singapur)[3]
- 2019: Ashoka Trust for Research in Ecology and the Environment (ATREE) (Indien)[4]